# 519-й истребительный авиационный полк
519-й истребительный авиационный Мозырьский Краснознамённый ордена Богдана Хмельницкого полк (519-й иап) — воинская часть Военно-Воздушных сил (ВВС) Вооружённых Сил РККА, принимавшая участие в боевых действиях Великой Отечественной войны.

## Наименования полка

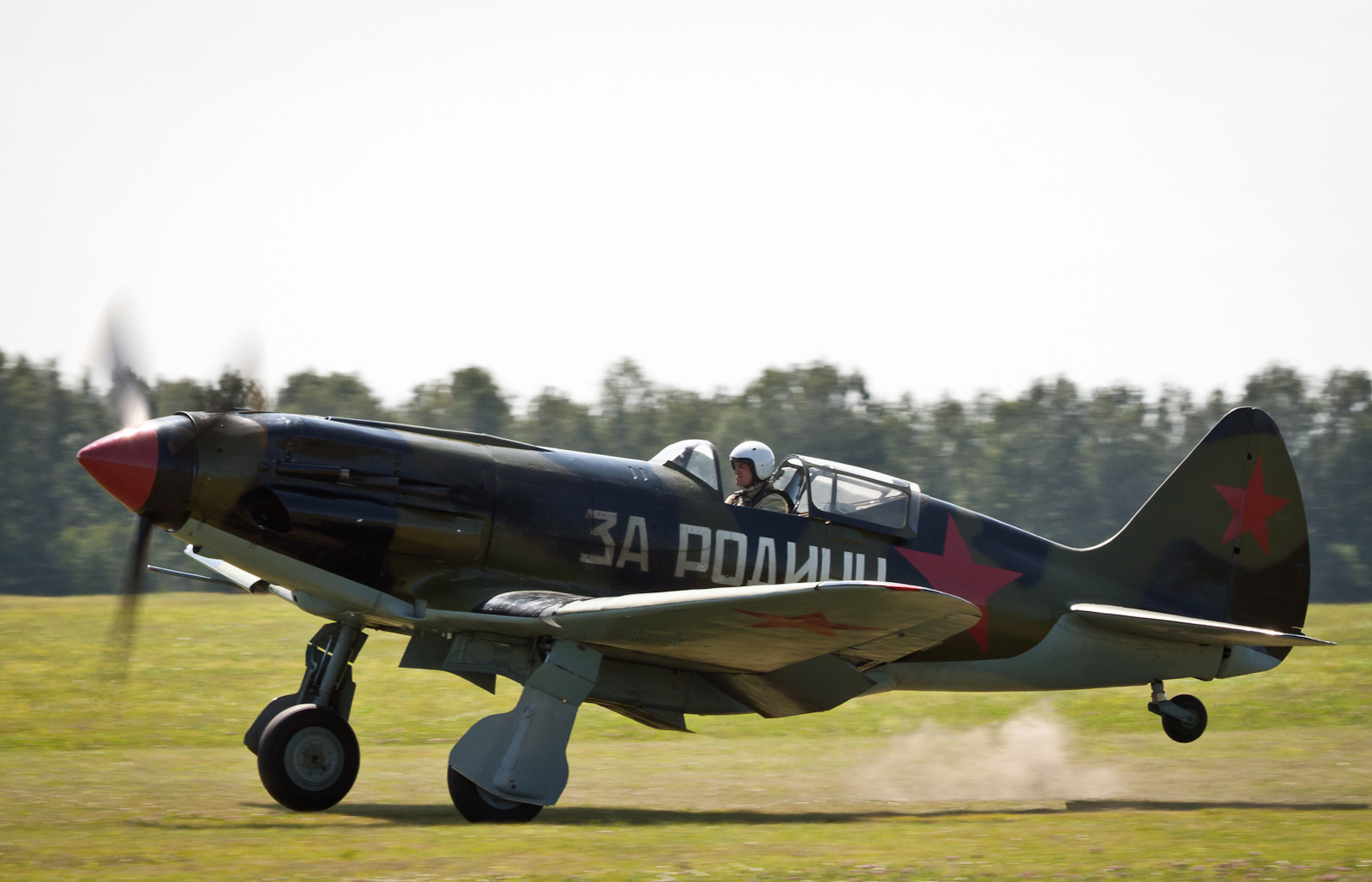
Самолёт МиГ-3

- 519-й истребительный авиационный полк
- 519-й истребительный авиационный Краснознамённый полк
- 519-й истребительный авиационный Мозырьский Краснознамённый полк
- 519-й истребительный авиационный Мозырьский Краснознамённый ордена Богдана Хмельницкого полк
- Полевая почта 53868

## Создание полка
519-й истребительный авиационный полк начал формироваться 05 сентября 1941 года при 1-й Высшей школе штурманов ВВС КА в Московском военном округе в г. Рязань на аэродроме Дягилево на основе личного состава 183-го и 185-го иап. Вооружён истребителями МиГ-3. Окончил формирование 06 октября 1941 года.

## Расформирование полка
519-й истребительный авиационный Мозырьский Краснознамённый ордена Богдана Хмельницкого полк 13 марта 1947 года в связи с проводимыми сокращениями ВС СССР был расформирован в 283-й иад 11-й ВА Закавказского военного округа

## В действующей армии
В составе действующей армии:
- с 7 октября 1941 года по 27 октября 1942 года,
- с 1 апреля 1943 года по 8 сентября 1944 года,
- с 25 ноября 1944 года по 9 мая 1945 года.

## Командиры полка
- майор, подполковник Рязанов Андрей Матвеевич[7], 05.09.1941 — 27.01.1942
- майор Никифоров Арсентий Павлович (ВрИД)[7], 27.01.1942 — 02.05.1942
- майор Серенко Александр Иванович (погиб)[7], 02.05.1942 — 17.06.1942
- майор, подполковник Мурга Кирилл Никитович[7], 29.07.1942 — __.12.1944
- подполковник Левитин Самуил Григорьевич[7], 30.01.1945 — 16.03.1945
- подполковник Храмов Гавриил Кузьмич[7], 16.03.1945 — 06.1946

| Як-9 | Як-7УТ | Як-7 |

## В составе соединений и объединений
| Период        | Фронт (округ)                                   | армия                           | корпус                                 | дивизия                                       | примечание                                     |
| ------------- | ----------------------------------------------- | ------------------------------- | -------------------------------------- | --------------------------------------------- | ---------------------------------------------- |
| 05.09.1941 г. | Московский военный округ                        | ВВС Московского военного округа |                                        | 1-я Высшая школа штурманов ВВС КА             | Рязань, Дягилево, МиГ-3                        |
| 07.10.1941 г. | Западный фронт                                  | ВВС Западного фронта            |                                        | 47-я смешанная авиационная дивизия            | МиГ-3                                          |
| 01.02.1942 г. | Западный фронт                                  | 20-я армия                      | ВВС 20-й армии                         |                                               | МиГ-3                                          |
| 10.05.1942 г. | Западный фронт                                  | 1-я воздушная армия             |                                        | 201-я истребительная авиационная дивизия      | МиГ-3                                          |
| 01.08.1942 г. | Западный фронт                                  | 1-я воздушная армия             |                                        | 201-я истребительная авиационная дивизия      | Як-1                                           |
| 27.10.1942 г. | Западный фронт                                  | 1-я воздушная армия             |                                        | 201-я истребительная авиационная дивизия      | Убыл в тыл на доукомплектование и переучивание |
| 05.11.1942 г. | Сибирский военный округ                         | ВВС Сибирского округа           |                                        | 20-й запасной истребительный авиационный полк | Обь, Новосибирск, Як-7б                        |
| 26.01.1943 г. | Сибирский военный округ                         | ВВС Сибирского округа           |                                        | 20-й запасной истребительный авиационный полк | Убыл в действующую армию                       |
| 11.02.1943 г. | Резерв Верховного Главнокомандования            |                                 |                                        | 294-я истребительная авиационная дивизия      | аэродром Химки, Як-7б                          |
| 03.03.1943 г. | Центральный фронт                               | 16-я воздушная армия            |                                        | 283-я истребительная авиационная дивизия      | Включён в состав 283-й иад, Як-7б              |
| 01.04.1943 г. | Центральный фронт                               | 16-я воздушная армия            |                                        | 283-я истребительная авиационная дивизия      | Як-7б                                          |
| 20.10.1943 г. | Белорусский фронт                               | 16-я воздушная армия            |                                        | 283-я истребительная авиационная дивизия      | Як-7б                                          |
| 24.02.1944 г. | 1-й Белорусский фронт                           | 16-я воздушная армия            |                                        | 283-я истребительная авиационная дивизия      | Як-7б                                          |
| 01.04.1944 г. | 1-й Белорусский фронт                           | 16-я воздушная армия            |                                        | 283-я истребительная авиационная дивизия      | Як-9Д                                          |
| 05.04.1944 г. | Белорусский фронт                               | 16-я воздушная армия            |                                        | 283-я истребительная авиационная дивизия      | Як-9Д                                          |
| 16.04.1944 г. | 1-й Белорусский фронт                           | 16-я воздушная армия            |                                        | 283-я истребительная авиационная дивизия      | Як-9Д                                          |
| 21.07.1944 г. | 1-й Белорусский фронт                           | 6-я воздушная армия             | 13-й истребительный авиационный корпус | 283-я истребительная авиационная дивизия      | Як-9Д                                          |
| 01.08.1944 г. | 1-й Белорусский фронт                           | 16-я воздушная армия            | 13-й истребительный авиационный корпус | 283-я истребительная авиационная дивизия      | Як-9Д                                          |
| 09.09.1944 г. | Резерв Верховного Главнокомандования            |                                 | 13-й истребительный авиационный корпус | 283-я истребительная авиационная дивизия      | получил 13 Як-1б и 25 Як-9М                    |
| 25.11.1944 г. | 1-й Белорусский фронт                           | 16-я воздушная армия            | 13-й истребительный авиационный корпус | 283-я истребительная авиационная дивизия      | Як-1б, Як-9М                                   |
| 09.05.1945 г. | 1-й Белорусский фронт                           | 16-я воздушная армия            | 13-й истребительный авиационный корпус | 283-я истребительная авиационная дивизия      | Як-1б, Як-9М                                   |
| 10.06.1945 г. | Группа советских оккупационных войск в Германии | 16-я воздушная армия            | 13-й истребительный авиационный корпус | 283-я истребительная авиационная дивизия      | Як-1б, Як-9М                                   |
| 05.01.1946 г. | Тбилисский военный округ                        | 11-я воздушная армия            |                                        | 283-я истребительная авиационная дивизия      | Як-1б, Як-9М                                   |
| 01.06.1946 г. | Закавказский военный округ                      | 11-я воздушная армия            |                                        | 283-я истребительная авиационная дивизия      | Р-63 Кингкобра                                 |
| 13.03.1946 г. | Закавказский военный округ                      | 11-я воздушная армия            |                                        | 283-я истребительная авиационная дивизия      | Р-63 Кингкобра, расформирован                  |

## Первая известная воздушная победа полка
Первая известная воздушная победа полка в Отечественной войне одержана 12 октября 1941 года: командир полка майор Рязанов А. М. в воздушном бою в районе аэродрома Новое Село сбил немецкий бомбардировщик Ju-88.

## Участие в сражениях и битвах

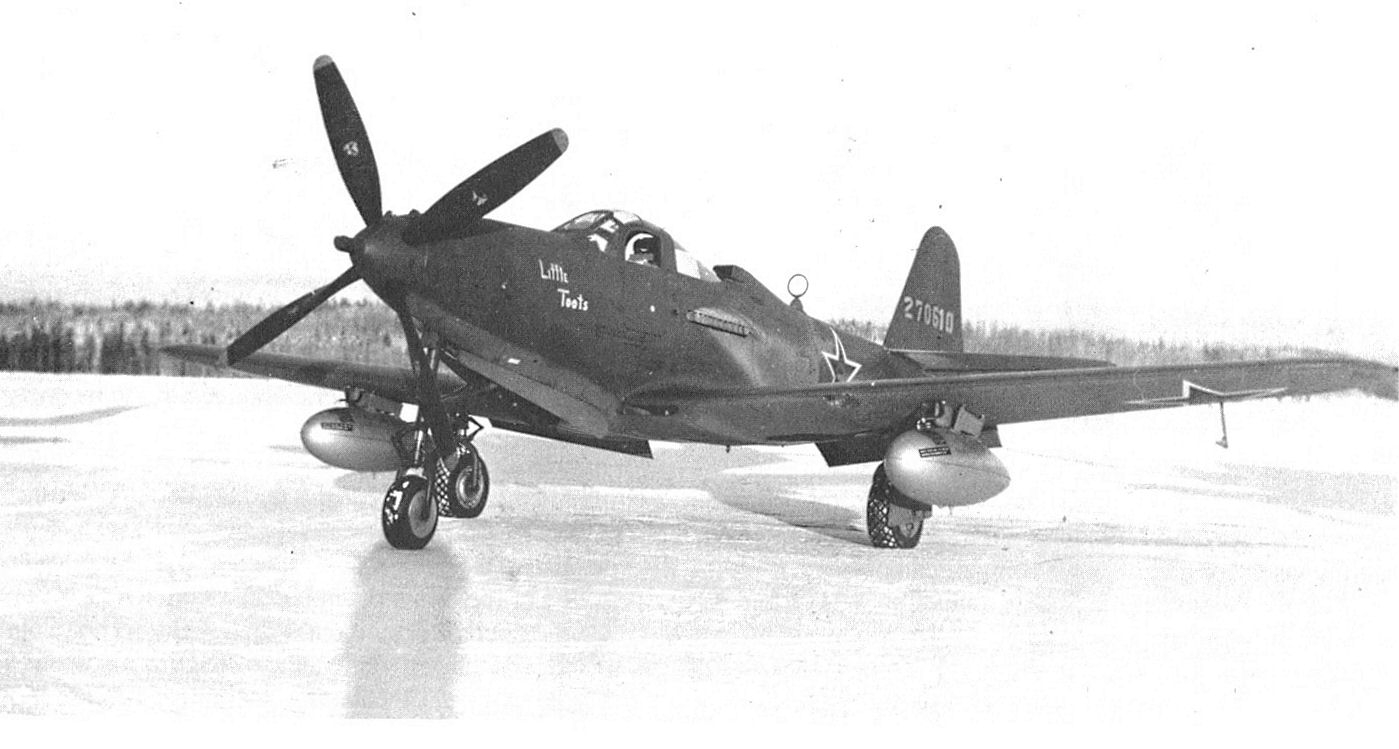
Bell P-63 Кингкобра

- Торопецко-Холмская операция — с 9 января 1942 года по 6 февраля 1942 года.
- Ржевско-Вяземская операция — с 1 февраля 1942 года по 20 апреля 1942 года.
- Погорело-Городищенская операция — с 30 июля 1942 года по 23 августа 1942 года.
- Ржевско-Сычёвская операция — с 30 июля 1942 года по 23 августа 1942 года.
- Контрудар войск Западного фронта в районе Сухиничи, Козельск — с 22 августа 1942 года по 29 августа 1942 года.
- Сталинградская битва — с 17 ноября 1942 года по 2 февраля 1943 года.
- Воздушная операция ВВС РККА по уничтожению немецкой авиации на аэродромах в мае 1943 года — 6 мая 1943 года.
- Орловская наступательная операция — с 12 июля 1943 года по 18 августа 1943 года.
- Черниговско-Припятская операция — с 26 августа 1943 года по 30 сентября 1943 года.
- Гомельско-Речицкая наступательная операция — с 10 ноября 1943 года по 30 ноября 1943 года.
- Белорусская операция «Багратион» — с 7 июля 1944 года по 29 августа 1944 года.
- Люблин-Брестская операция — с 18 июля 1944 года по 2 августа 1944 года.
- Висло-Одерская операция — с 12 января 1945 года по 3 февраля 1945 года.
- Варшавско-Познанская операция — с 14 января 1945 года по 3 февраля 1945 года.
- Восточно-Померанская операция — с марта 1945 года по 20 марта 1945 года.
- Берлинская операция — с 16 апреля 1945 года по 8 мая 1945 года.

## Награды
519-й истребительный авиационный полк за образцовое выполнение боевых заданий командования на фронте борьбы с немецкими захватчиками и проявленные при этом доблесть и мужество Указом Президиума Верховного Совета СССР от 2 сентября 1943 года награждён орденом «Боевого Красного Знамени».

 519-й Мозырьский Краснознамённый истребительный авиационный полк за образцовое выполнение боевых заданий командования в боях с немецкими захватчиками за овладение городом Радом и проявленные при этом доблесть и мужество Указом Президиума Верховного Совета СССР от 19 февраля 1945 года награждён орденом «Богдана Хмельницкого II степени».

## Почётные наименования
519-му Краснознамённому истребительному авиационному полку 15 января 1944 года за отличие в боях с немецкими захватчиками за освобождение городов Мозырь и Калинковичи присвоено почётное наименование «Мозырьский»

## Отличившиеся воины
- Авеков Иван Авдеевич, капитан, командир эскадрильи 519-го истребительного авиационного полка ВВС 20-й армии Западного фронта Указом Верховного Совета СССР 24 августа 1943 года удостоен звания Герой Советского Союза. Посмертно.
- Барсуков Василий Николаевич, лётчик полка в августе — октябре 1942 года, Указом Президиума Верховного Совета СССР от 19 апреля 1944 года удостоен звания Герой Советского Союза будучи командиром авиационной эскадрильи 18-го гвардейского истребительного авиационного полка, гвардии капитан.
- Башкиров Виктор Андреевич, капитан, помощник командира 519-го истребительного авиационного полка по воздушно-стрелковой службе командира 283-й истребительной авиационной дивизии 16-й воздушной армии Указом Верховного Совета СССР 4 февраля 1944 года удостоен звания Герой Советского Союза. Золотая Звезда № 3233.
- Колесниченко Степан Калинович, лейтенант, помощник командира 519-го истребительного авиационного полка по воздушно-стрелковой службе 283-й истребительной авиационной дивизии 16-й воздушной армии Указом Верховного Совета СССР 2 сентября 1943 года удостоен звания Герой Советского Союза. Посмертно.

## Благодарности Верховного Главнокомандования
Верховным Главнокомандующим объявлены благодарности полку в составе 283-й иад:
- За прорыв обороны немцев на бобруйском направлении[9]
- За овладение городом Бобруйск[10]
- За овладение за овладение городом Барановичи и Барановичским укреплённым районом[11]
- За овладение крупным промышленным центром Польши городом Радом — важным узлом коммуникаций и сильным опорным пунктом обороны немцев[12]
- За овладение Лодзь и городами Кутно, Томашув (Томашов), Гостынин и Ленчица — важными узлами коммуникаций и опорными пунктами обороны немцев[13]

## Статистика боевых действий
За годы Великой Отечественной войны полком:
| Выполнено боевых вылетов | Сбито самолётов противника в воздухе | Сбито аэростатов противника |
| ------------------------ | ------------------------------------ | --------------------------- |
| 7872                     | 217                                  | 227                         |

Свои потери:
| Потеряно самолётов, всего | Погибло лётчиков всего |
| ------------------------- | ---------------------- |
| 86                        | 56                     |

## Самолёты на вооружении
| Период      | Самолёты       |
| ----------- | -------------- |
| 1941 — 1942 | МиГ-3          |
| 1942 — 1943 | Як-1           |
| 1942 — 1944 | Як-7б          |
| 1944 — 1946 | Як-9           |
| 1944 — 1946 | Як-1б          |
| 1946 — 1947 | P-63 Kingcobra |

## Базирование
| Период               | Аэродромы             |
| -------------------- | --------------------- |
| 05.1945 — 01.01.1946 | Гютерфельде, Германия |
| 01.01.1946 — 03.1947 | Миха Цхакая, Грузия   |